# Сборная ДНР по футболу
Сбо́рная Донецкой Народной Республики по футбо́лу — футбольная команда, представляющая самопровозглашённую ДНР в международных матчах. Команду контролирует Футбольный союз Донецкой Народной Республики. ДНР не входит ни в ФИФА, ни в УЕФА, но является членом организации ConIFA.

## История
Учредительное собрание Футбольного союза ДНР состоялось 25 июля 2015 года. Президентом был назначен экс-игрок донецких клубов «Шахтер» и «Металлург» периода 1990-х годов Игорь Петров, почётным президентом — глава ДНР Денис Пушилин, исполнительным директором ФС ДНР стал экс-комментатор канала «Футбол» Вячеслав Шарафутдинов. Свой первый международный матч в Абхазии сборная ДНР сыграла 14 мая 2015 года, проиграв со счетом 0:1.

## Состав
Ниже указаны игроки, получившие вызов на товарищеский матч со сборной Абхазии 25 сентября 2020 года.
| Имя                 | Дата рождения            | Клуб                     | Матчи (голы) |         |
| Вратари             | Вратари                  | Вратари                  | Вратари      | Вратари |
| ------------------- | ------------------------ | ------------------------ | ------------ | ------- |
| Андрей Котиков      | 13 июня 2000 (25 лет)    | Победа (Донецк)          |              |         |
| Максим Данченко     |                          | Шахтер Донбасса (Донецк) |              |         |
| Защитники           |                          |                          |              |         |
| Артём Евланов       | 18 июня 1984 (41 год)    | Победа (Донецк)          |              |         |
| Константин Золотарь | 24 марта 1994 (31 год)   | Победа (Донецк)          |              |         |
| Станислав Гарненко  | 8 июля 1987 (38 лет)     | Победа (Донецк)          |              |         |
| Евгений Федотов     | 20 мая 1987 (38 лет)     | Победа (Донецк)          |              |         |
| Артем Пархоменко    | 5 апреля 2000 (25 лет)   | Гвардеец (Донецк)        |              |         |
| Евгений Охмат       | 25 августа 1987 (37 лет) | Металлург (Донецк)       |              |         |
| Максим Павленко     | 11 ноября 2003 (21 год)  | Шахтер Донбасса (Донецк) |              |         |
| Полузащитники       |                          |                          |              |         |
| Евгений Рыбалко     | 22 мая 1995 (30 лет)     | Победа (Донецк)          |              |         |
| Савелий Томазов     | 25 августа 1998 (26 лет) | Гвардеец (Донецк)        |              |         |
| Владимир Удовиченко | 22 января 1999 (26 лет)  | Победа (Донецк)          |              |         |
| Ярослав Махно       | 15 мая 1993 (32 года)    | Шахтер Донбасса (Донецк) |              |         |
| Андрей Лагода       | 22 июля 2002 (22 года)   | Гвардеец (Донецк)        |              |         |
| Денис Никулин       | 17 октября 1994 (30 лет) | Победа (Донецк)          |              |         |
| Артём Бессалов      | 1 апреля 1983 (42 года)  | Победа (Донецк)          |              |         |
| Максим Грищенко     | 14 января 2001 (24 года) | Океан (Керчь)            |              |         |
| Нападающие          |                          |                          |              |         |
| Владислав Фролов    | 21 июля 1988 (36 лет)    | Металлург (Макеевка)     |              |         |

## Результаты
| Дата              | Место проведения                 | Хозяева            | Гости                      | Счет | Игроки, забившие мяч за ДНР                              |
| ----------------- | -------------------------------- | ------------------ | -------------------------- | ---- | -------------------------------------------------------- |
| Сентябрь 25, 2020 | стадион Динамо, Сухум            | Республика Абхазия | ДНР                        | 0:0  |                                                          |
| Февраль 13, 2020  | стадион Скиф, Новопавловка, Крым | Кызылташ           | ДНР                        | 1:0  |                                                          |
| Сентябрь 2, 2017  | стадион Гвардейка, Макеевка      | ДНР                | ДНР Сборная чемпионата ДНР | 6:0  | Зинченко, 22', Артюх, 30', 48', Дмитришин, 77'           |
| Август 31, 2017   | стадион Гвардейка, Макеевка      | ДНР                | ДНР ДНР U-21               | 4:3  | Артюх, 2', 79', Филатов, 57', Дмитришин, 70'             |
| Май 28, 2017      | стадион Динамо, Сухум            | Республика Абхазия | ДНР                        | 1:2  | Станенко, 24', Артюх, 84'                                |
| Август 13, 2016   | стадион Металлург, Енакиево      | ДНР                | ЛНР Арагац (Луганск)       | 1:1  | Клюев, 82'                                               |
| Май 19, 2016      | стадион Динамо, Сухум            | Республика Абхазия | ДНР                        | 0:0  |                                                          |
| Сентябрь 19, 2015 | стадион Авангард, Луганск        | ЛНР                | ДНР                        | 3:1  | Агонга, 60'                                              |
| Август 8, 2015    | стадион Металлург, Донецк        | ДНР                | ЛНР                        | 4:1  | Станенко, 10', Нечепуренко, 30', Агонга, 44', Комин, 84' |
| Май 14, 2015      | Республиканский стадион, Сухум   | Республика Абхазия | ДНР                        | 1:0  |                                                          |

Оба матча 2016 года проходили в рамках отбора к Чемпионату мира ConIFA среди непризнанных государств 2018 года, где в европейской зоне отбора сборная ДНР заняла итоговое 6-е место из 14 команд.
Матчи в Макеевке проходили в рамках памяти заслуженного мастера спорта СССР, легендарного вратаря Виктора Чанова, победителем которого стала сборная ДНР.
Встреча со сборной Абхазии 25 сентября 2020 года не была завершена по техническим причинам.

## Чемпионат Европы ConIFA среди непризнанных государств 2019
Сборная ДНР, исходя из рейтинга ConIFA, была отобрана для участия в Чемпионате Европы среди непризнанных государств, который прошёл с 1 по 9 июня 2019 года в Арцахе. Сборная была посеяна из второй по силе корзины и попала в группу C, где её ждали матчи с самой титулованной из непризнанных сборных — сборной Падании, и со сборной Сардинии. Однако по неизвестным причинам сборная участия не приняла.